# Javier Fernández López
Javier Fernández López (Madrid, 15 d'abril de 1991) és un patinador espanyol retirat. Va obtenir la medalla de bronze als Jocs Olímpics de 2018, és dues vegades campió del món (2015, 2016), dues vegades medallista del món de bronze, tres vegades campió de la Copa Rostelecom (2014–2016), dues vegades campió del Grand Prix de França (2016, 2017) i vuit vegades campió espanyol (2010, 2012–2018). A part de la seva medalla de bronze als Olímpics de 2018, Fernández va quedar en 14na posició als Jocs Olímpics d'Hivern de 2010 i 4t als Jocs Olímpics d'Hivern de 2014.
Amb la seva medalla de bronze als Olímpics de 2018, Fernández és el primer patinador artístic espanyol en aconseguir una medalla als Olímpics, a un campionat de la ISU o en una competició del Grand Prix. Fernández és el segon home en sobrepassar els 100 punts en el programa curt, els 200 punts en el programa lliure i els 300 punts de puntuació total.
En reconeixement, el 19 d'abril de 2016, Fernández va ser distingit amb la Reial Orde del Mèrit Esportiu.

## Vida personal
Javier Fernández López va néixer a Madrid el 15 d'abril de 1991. Té una germana gran. La seva mare és l'Enriqueta, qui era cartera, i el seu pare, l'Antonio, era mecànic de l'exèrcit. El seu pare va dir que "Entre els dos germans, estàvem gastant 450 € al mes, quan el meu salari era de menys de 1500 €". Quan Fernández va traslladar-se als Estats Units per entrenar, el seu pare va agafar una altra feina per poder pagar l'estada del seu fill. La seva germana va competir en les categories d'individual femení i en dansa sobre gel.
Fernández va traslladar-se a Hackensack, Nova Jersey, als Estats Units l'any 2008 i, al cap de 3 anys, el 2011, va tornar-se a traslladar, aquesta vegada però, a Toronto, Ontario, Canadà.

## Carrera

### Inicis
Fernández va començar a patinar als sis anys, després que la seva germana comencés també a fer classes. Durant els primers anys, Fernández també jugava a futbol, tennis i hoquei sobre gel, però als vuit anys va deixar els altres esports per centrar-se en el patinatge. Al cap d'un any de patinar a una pista de gel petita al Barri de San Martín, va anar a patinar a una altra pista a Majadahonda. Una de les seves primeres entrenadores va ser Carolina Fernández, qui va dir que Fernández tenia una talent natural però que, en un principi, li faltava disciplina.
Fernández va aconseguir el seu primer triple salt quan tenia 12 anys. Va haver de deixar Mahadahonda quan la seva germana va decidir canviar de club i patinar a Jaca, club que li oferia pagar-li els costs. Al cap de sis mesos, el jove Fernández va deixar la secundària i va traslladar-se a Jaca.
Fernández va començar a competir a les competicions a nivell sènior la temporada 2006–2007, però no va aconseguir classificar-se pel Campionat d'Europa ni del Món en la seva temporada de debut. Després de dos anys entrenant a Jaca, on va ser posat a prova i desanimat per la seva falta de millora, va tornar a Madrid i va considerar canviar al hoquei.

### Temporada 2008–09
El 2008, Fernández va participar en un campus d'estiu a Andorra, en el qual, l'entrenador rus Nikolai Morozov també hi participava. Morozov va oferir a Fernández que es traslladés als Estats Units i entrenés sota les seves ordres, oferta a la que Fernández va accedir ràpidament. Fernández va traslladar-se a Hackensack, Nova Jersey a final d'estiu de 2008. Tot i que compartia pis amb un entrenador espanyol i Morozov no li cobrava els entrenaments, les seves despeses als Estats Units eren d'entre 2000 i 3000 € mensuals i no rebia cap ajuda d'Espanya.
Fernandez va tenir els seus primers èxits durant la temporada 2008–09, quan va acabar 11è als Campionats Europeus de 2009 i va aconseguir una 19na posició al Campionat del Món de 2009, aconseguint així, una plaça pels Jocs Olímpics. Aquesta va ser la primera vegada que un patinador sobre gel espanyol es classificava per uns Olímpics des de 1956.
| Abreviacions de la ISU: Salts | Abreviacions de la ISU: Salts |
| T                             | Toe Loop                      |
| S                             | Salchow                       |
| Lo                            | Loop                          |
| F                             | Flip                          |
| Lz                            | Lutz                          |
| A                             | Axel                          |
| ----------------------------- | ----------------------------- |

### Temporada 2009–10: Debut al Grand Prix i als Olímpics
Fernández va estrenar-se al Grand Prix sènior durant la temporada 2009–10; la seva primera competició va ser el Trofeu Eric Bompard de 2009, competició en la qual va acabar 11è, aconseguint així, dos posicions per Espanya per la següent competició. En els seus primers Olímpics, Fernández va competir en la categoria d'individual masculí; va acabar 16è al programa curt i 10è al programa lliure, aconseguint així la 14na posició final. Va ser el primer home en competir per Espanya en l'esport de patinatge des de 1956, quan Dario Villalba va competir.
Fernández va aconseguir un rècord personal al Campionat del Món de 2010, on va quedar 12è. Durant la temporada 2009–10 va afegir un 4T al seu repertori.

### Temporada 2010–11

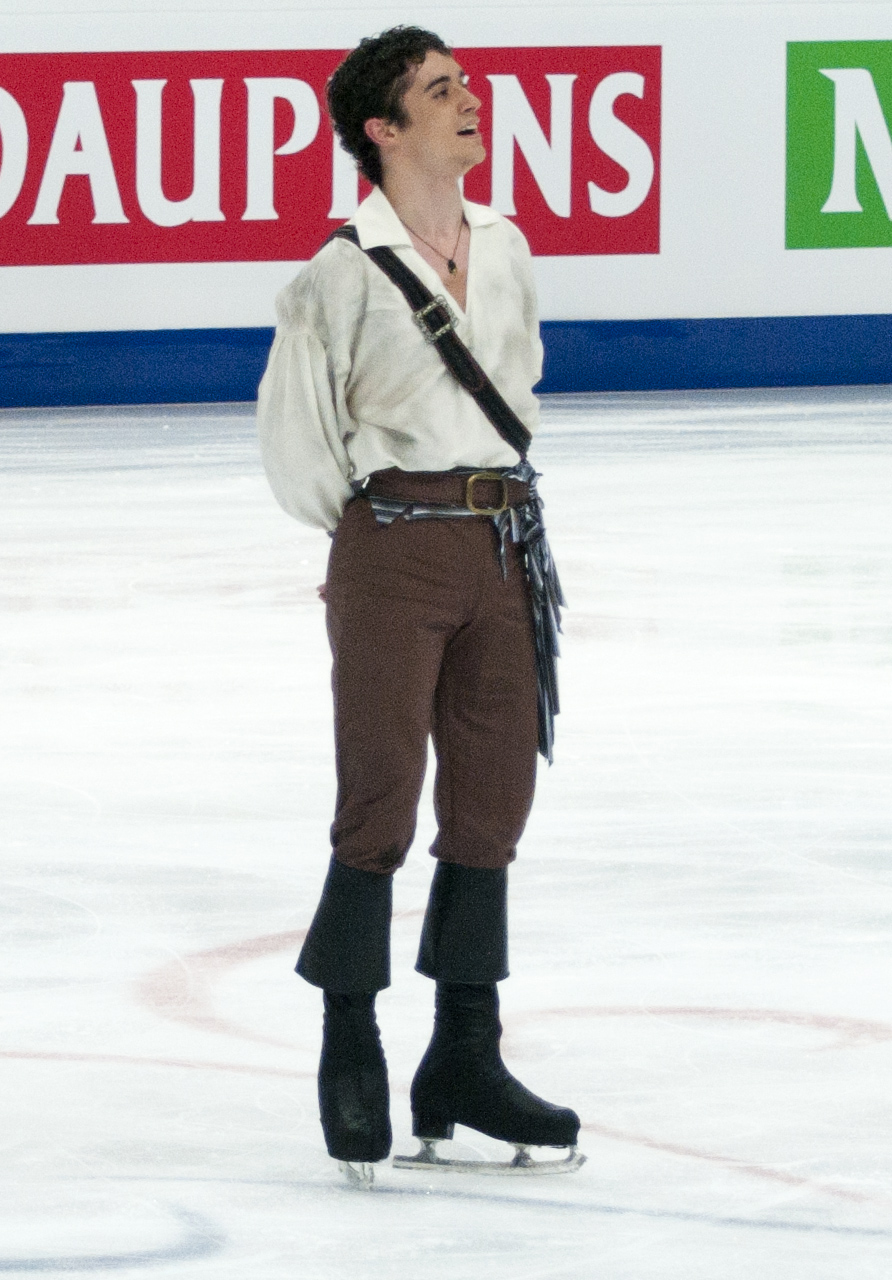
Fernández als Mundials de 2011.

Després que Morozov tornés al seu país natal, Rússia, Fernández va començar a entrenar amb ell a Moscou i també a Daugavpils, Letònia. Per la temporada 2010–11 se li van assignar dues competicions del Grand Prix, l'Skate Canada International de 2010 i la Copa de Rússia de 2010. A l'Skate Canada va aconseguir la cinquena posició i a la Copa de Rússia la novena. Al Campionat d'Espanya de 2011, durant l'escalfament, Fernández va tallar-se la mà amb el gel i va haver de ser atès mèdicament durant vint minuts i no va tenir més temps per poder escalfar, deixant així el seu cos fred. A la competició no va poder defensar el seu títol i va quedar segon darrere Javier Raya. Com que Espanya tenia dues posicions pels Campionats Europeus de 2011 i a causa dels resultats de Fernández durant la temporada anterior, tant Raya com Fernández van ser enviats a competir a Berna, Suïssa. Durant el programa curt, Fernández va caure dues vegades, deixant-lo en onzena posició, però durant el programa lliure va quedar setè i a la classificació general va escalar fins a la novena, aconseguint dues posicions per Espanya pels següents Europeus. Al Campionat del Món de 2011, Fernández va aconseguir dos quàdruples (el Toe Loop i el Salchow) al programa lliure. A la competició va quedar desè, aconseguint la primera posició entre el deus primers en els Mundials i, alhora, va aconseguir dues places per Espanya al Campionat del Món de 2012.
El juny de 2011, Fernández va confirmar que ja no entrenaria amb Morozov i que es traslladaria al Canadà per entrenar temporalment sota les ordres de Brian Orser. Aquest canvi va ser a causa de la inestabilitat amb Morozov, ja que es movien molt al voltant del món i perquè Morozov es centrava més amb Florent Amodio. Durant una entrevista, va dir que afegir un quàdruple salt i millorar les seves habilitats bàsiques de patinatge eren alguns dels seus seus objectius per la temporada 2011–2012.

### Temporada 2011–12: Primers èxits al Grand Prix

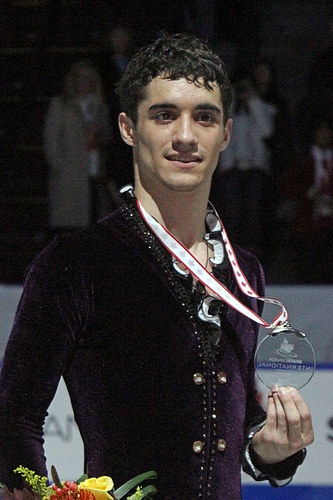
Fernández a l'Skate Canada de 2011.

Fernández va començar la temporada al Trofeu de Nebelhorn de 2011, on va quedar quart. En una entrevista després de la competició, Fernández va dir que continuaria vivint i entrenant al Canadà i que David Wilson i Jeffrey Buttle serien els seus coreògrafs. Fernández i Orser van dir que estaven treballant en guardar energia durant el programa i en millorar les piruetes, les transicions i les habilitats de patinatge.
Per la temporada 2011–12 del Grand Prix, se li van assignar l'Skate Canada International i la Copa de Rússia. A l'Skate Canada, Fernández va executar l'únic quàdruple net durant la competició del programa curt, aconseguint així, avantatge davant de Daisuke Takahashi i Patrick Chan. Al programa lliure va quedar segon i va guanyar la medalla de plata, superant el seu rècord de puntuació personal per més de 30 punts. Es va convertir en el primer espanyol en aconseguir una medalla en una competició del Grand Prix. A la Copa de Rússia va quedar quart al prgorama curt i primer al programa lliure, quedant segon a la classificació general amb un total de 241.63 punts — només 0.03 punts menys que el campió japonès Yuzuru Hanyu. Amb les dues medalles de plata, va aconseguir classificar-se per primera vegada a la Final del Grand Prix, convertint-se en el primer espanyol en aconseguir aquesta fita. A la Ciutat de Quebec va quedar tercer al programa curt i quart al programa lliure, aconseguint la puntuació suficient per pujar al tercer esglaó del podi i emportar-se la seva primera medalla en una Final del Grand Prix. Amb això, es va convertir en el primer espanyol en aconseguir una medalla a la Final d'un Grand Prix. El 18 de desembre de 2011, Fernández va tornar a aconseguir el títol nacional, guanyant per una diferència de més de 80 punts.
La resta de la temporada no va ser tant exitosa; tot i ser favorit per aconseguir medalla als Europeus de 2012, finalment va acabar sisè. Al Campionat del Món de 2012, Fernández va quedar cinquè al programa curt però després del programa lliure va baixar fins a la novena posició a la general. Després d'aquests resultats va acceptar fer més vegades els programes sencers durant els entrenaments, cosa que amb Morozov no era massa freqüent.

### Temporada 2012–13: Or Europeu i bronze Mundial
Fernández va començar la temporada al Trofeu de Finlàndia de 2012, on va emportar-se la medalla de bronze. Per la temporada 2012–13 se li van assignar l'Skate Canada International de 2012 i el Trofeu NHK de 2012. A l'Skate Canada va quedar primer en el programa curt, aconseguint un avantatge de 3 punts davant del vigent campió del món de 2012 Patrick Chan. Al programa lliure va tornar a quedar primer i, com a resultat, va quedar primer a la classificació general. Aquest or va ser el primer per Fernández en una competició del Grand Prix i també va marcar la primera vegada que un patinador espanyol pujava a l'esglaó més alt del podi en una competició del Grand Prix. Al Trofeu NHK, al programa curt va quedar tercer però al programa lliure va caure dues vegades i va quedar en cinquè lloc, acabant quart a la classificació general. Tot i la quarta posció, va aconseguir suficients punts per arribar a la Final del Grand Prix de 2012–13, on va quedar quart a la general, després de quedar cinquè al programa curt i va guanyar el lliure, en el qual va executar un 4T, un 4S+3T i un 4S, convertint-se en el segon europeu en executar tres quàdruples en un programa, el primer va ser Brian Joubert amb un 4T+2T, 4T i 4S, i el primer en fer-ho amb un combinació de quàdruple-triple.

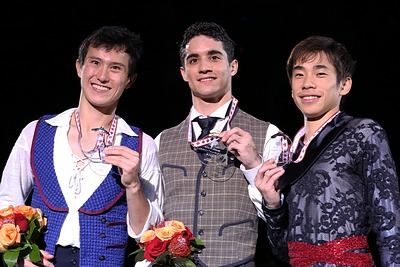
Fernández (centre) aconsegueix el seu primer or del Grand Prix a l'Skate Canada 2012.

El desembre de 2012, Fernández va guanyar el seu tercer títol nacional. Al Campionat d'Europa de 2013 no va poder fer tots els entrenaments ja que els seus patins es van perdre a l'aeroport, però un dia abans de la competició van ser trobats. Després de quedar segon al programa curt, va quedar primer al programa lliure, en el qual va aconseguir tres quàdruples, un d'ells en combinació; aconseguint així el seu primer títol europeu. També es va convertir en el primer espanyol en aconseguir el títol. Va aconseguir un nou rècord de puntuació total de 274.87 punts. Després de la competició va bromejar dient que hauria de perdre els seus patins una altra vegada.
Al Campionat del Món de 2013, celebrat a London, Ontario, Fernández va quedar setè al programa curt i quart al lliure, aconseguint la medalla de bronze amb una puntuació de 249.06, darrere del campió Patrick Chan i subcampió Denis Ten. Amb aquest bronze, Fernández es va convertir en el primer patinador espanyol en pujar al podi d'un Campionat del Món de patinatge.

### Temporada 2013–14: Segons Olímpics
A l'octubre de 2013, Fernández va ser invitat a l'Open del Japó de 2013 per formar part de l'Equip Europa, juntament amb Michal Březina, Adelina Sótnikova i Irina Slutskaya. Al programa lliure va aconseguir 176.91 punts i va guanyar la competició individual masculina, mentre que l'Equip Europa va quedar tercer. Per la temporada 2013–14 del Grand Prox, Fernández va competir a la Copa Rostelecom de 2013 i al Trofeu NHK de 2013, quedant cinquè i tercer, respectivament. Amb aquestes posicions no va aconseguir suficient puntuació per classificar-se a la Final del Grand Prix. El desembre va guanyar el seu quart títol nacional.
Amb el Campionat d'Europa i els Jocs Olímpics a la vista, Fernández va escollir patinar amb les botes dels patins velles en comptes d'unes de noves ja que es va trobar amb problemes. Fernández va entrar als Europeus de 2014, celebrats a Budapest, Hongria, com el vigent campió. Al programa curt va quedar primer després d'haver fet una actuació neta i acabar amb sis punts d'avantatge respecte el segon classificat, el rus Sergei Voronov. En el segment va aconseguir 91.56 punts, un rècord personal per a Fernández i la primera vegada que sobrepassava els 90 punts en una competició internacional. Al programa lliure, Fernández va completar tres quàdruples, un triple Axel i cinc més triples, però va fer una doble Lutz que havia de ser triple i no va girar el suficient en la combinació de triple Salchow i triple toe. Al segment va aconseguir 175.55 punts i 267.11 en total, guanyant així el seu segon títol Europeu consecutiu.
El febrer de 2014, Fernández va competir en la competició individual masculina dels Jocs Olímpics d'Hivern de 2014 a Sotxi, Rússia. El 21 de gener de 2014 es va anunciar que Fernández seria l'encarregat de portar la bandera espanyola durant la cerimònia d'obertura dels Jocs Olímpics. Va aconseguir 86.98 punts al programa curt i va quedar tercer, darrere Yuzuru Hanyu i Patrick Chan. Al programa lliure va completar el quàdruple toe i quàdruple Salchow (en combinació) però va convertir un quàdruple Salchow en un triple. Al final del programa va fer aconseguir un altre triple Salchow, però com que era un element repetit es va considerar un element invàlid i no va rebre punts. Va quedar cinquè al programa lliure i va acabar quart a la classificació general, 1.18 punts per darrere del tercer classificat Denis Ten.
Fernández va acabar la temporada al Campionat del Món de 2014, a Saitama, Japó. Va fer un programa curt net i va aconseguir 96.42 punts, millorant la seva millor marca per quasi cinc punts. Va quedar tercer, darrere del campió Olímpic de 2014 Yuzuru Hanyu i el japonès Tatsuki Machida. Al programa lliure va completar tres quàdruples però va deixar triple Lutz en un salt d'una sola revolució i va afegir un doble salt en combinació amb el seu quàdruple Salchow. Va quedar tercer en el segment amb una puntuació de 179.51 punts i una puntuació total de 275.93 punts, tornant a quedar tercer del món, darrere Hanyu (or) i Machida (plata).

### Temporada 2014–15: Tercer títol Europeu i títol Mundial
Fernández tenia la intenció de competir en la temporada 2014–15 fel Grand Prix però quan va saber que la final es disputaria a Espanya va decidir competir.
Fernández va iniciar el circuit del Grand Prix a l'Skate Canada International de 2014, on va quedar segon. La seva segona competició va ser la Copa de Rostelecom de 2014, on va emportar-se l'or, després de superar al rus Sergei Voronov per tretze punts. Amb aquests dos resultats es va classificar per la Final del Grand Prix que es va disputar a Barcelona. A la final Fernández va quedar cinquè al programa curt, després que caigués durant el quàdruple Salchow, convertís un triple Lutz en doble i perdés l'equilibri. va aconseguir 79.18 punts, quedant quasi 15 punts enrere del líder Yuzuru Hanyu. Al programa lliure va recuperar i va quedar segon, darrere Hanyu, amb un programa que contenia dos quàdruples, sis triples i piruetes i una seqüència de passos de nivell quatre; tot i així, va fer un triple Salchow tot i tenir planejat fer-lo quàdruple i va fer un Lutz tot i haver de ser triple. Va aconseguir 174.72 punts pel programa lliure i 253.90 en total, permetent que es pengés la medalla de plata.

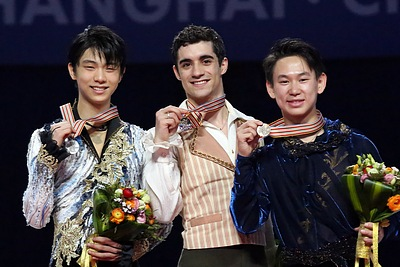
Fernández (centre) al podi del Campionat del Món de 2015 amb Yuzuru Hanyu (esquerra) i Denis Ten (dreta).

Al Campionat d'Europa de 2015, a Estocolm, Fernández va fer-se amb el liderat després del programa curt tot i haver fallat en la sortida del quàdruple Salchow i de la combinació de triple Lutz–triple Toe, però va aconseguir el triple Axel i nivells quatre en les seves piruetes i en al seva seqüència de passos. Al programa lliure va completar el quàdruple Loop i sis salts triples més, però va caure en el quàdruple Salchow i va convertir-ne un altre en triple. Tot i així, va aconseguir quedar primer en el segment, amb 173.25 punts, aconseguint així, el seu tercer títol Europeu consecutiu.
Als Mundials de 2015, a Xangai, Fernández va fer un programa curt net, amb un quàdruple Salchow, una combinació de 3Lz+3T, un triple Axel u piruetes de nivell quatre, però a la seqüència de passos li van atorgar un nivell tres i el triple Axel no va ser perfecte. Va aconseguir 92.74 i es va col·locar segon, 2.5 punts darrere el líder Yuzuru Hanyu. Al programa lliure, va aconseguir dos quàdruples (un Toe i un Salchow en combinació), sis triples, piruetes de nivell quatre i la seqüència de passos de nivell tres. El seu error principal va ser la caiguda durant el seu intent de quàdruple Salchow. Va quedar segon en el segment amb 191.16 punts, la seva millor puntuació de la temporada, quedant 5 punts per davant de Hanyu i 0.67 punts darrere Denis Ten. En puntuació total va aconseguir 273.90 punts, superant el campió Olímpic Yuzuru Hanyu i penjant-se la medalla d'or. Va convertir-se en el primer patinador espanyol en guanyar un títol mundial en patinatge artístic.

### Temporada 2015–16: Quart títol Europeu i segon títol Mundial

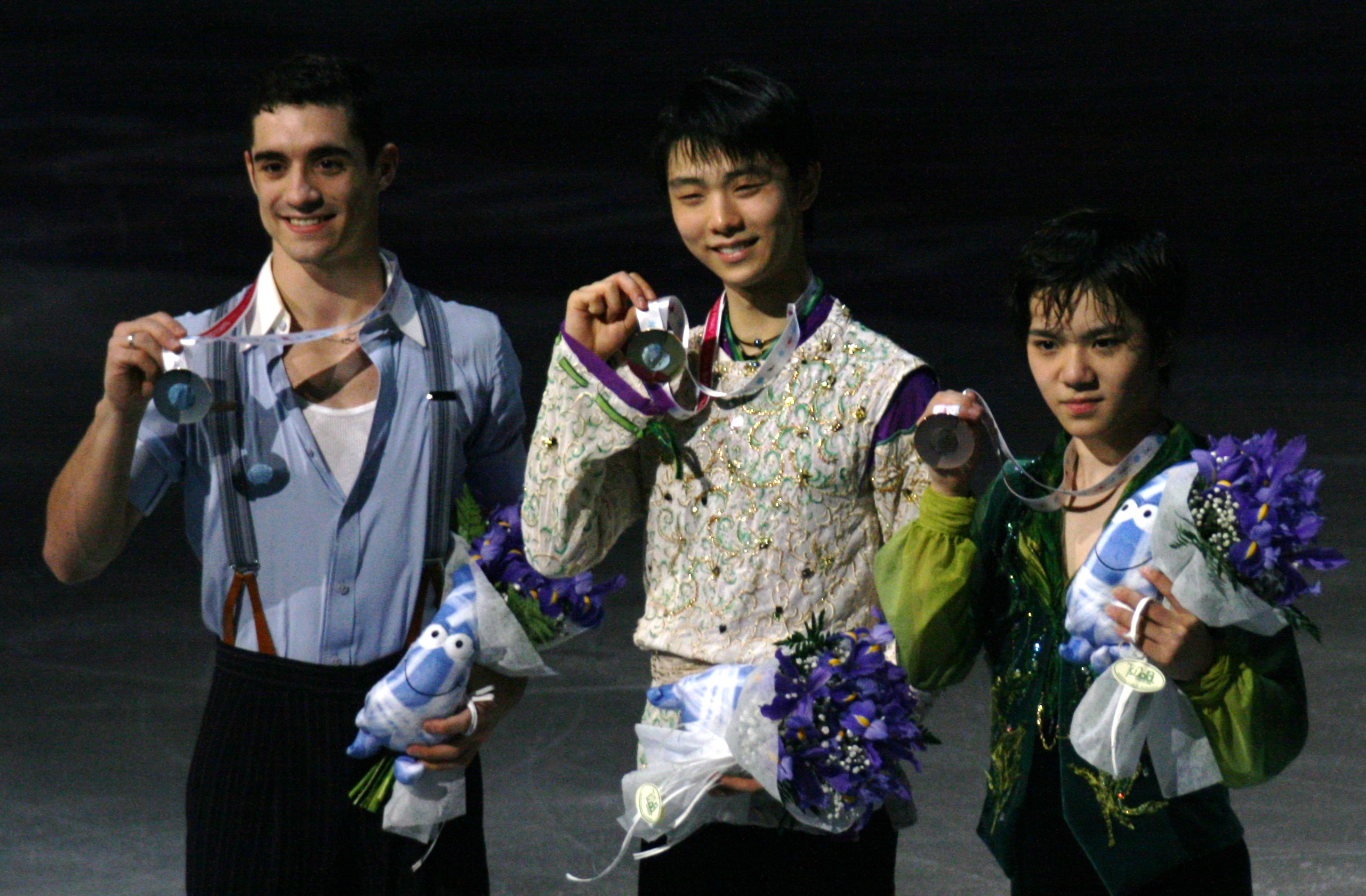
Fernández (esquerra) al podi de la Final del Grand Prix 2015–16.

Per la temporada 2015–16 del Grand Prix, a Fernández se li van assignar la Copa de la Xina de 2015 i la Copa Rostelecom de 2015. Va guanyar l'or en les dues competicions i es va poder classificar per la Final del Grand Prix de 2015–16, que es va tornar a disputar a Barcelona. Després de quedar segon darrere de Hanyu en els dos segments, es va penjar al medalla de plata de la Final del Grand Prix per segon any consecutiu. Al programa lliure va aconseguir els tres salts quàdruples que tenia planejats i van atorgar-li 201.43 punts, convertint-se en el segon patinador en aconseguir més de 200 punts en aquest segment.
El desembre de 2015, Fernández va defensar el seu títol nacional. En el programa curt, per primera vegada, va intentar i completar dos quàdruples, un quàdruple Toe Loop amb combinació amb un triple Toe Loop i un quàdruple Salchow.
Al Campionat d'Europa de 2016 a Bratislava, Eslovàquia, Fernández va aconseguir una combinació de 4T+3T, un quàdruple Salchow i un triple Axel, aconseguint així un rècord personal de 102.54 punts al programa curt i també es va convertir en el segon home en trencar la barrera dels 100 punts en aquest segment. Amb aquesta puntuació, va arribar al programa lliure amb un avantatge de 14 punts, en aquest segment, va aconseguir tres quàdruples però va caure en el seu segon Axel del programa, salt que acabava d'afegir. Va rebre 200.23 punts i una puntuació total de 302.77 punts, convertint-se en el segon patinador de la història en passar el 300 punts. Va acabar la competició amb la medalla d'or i 60 punts per davant del segon classificat, l'israelià Oleksii Bychenko.
Fernández va entrar al Campionat del Món de 2016, celebrat a Boston, Massachusetts, com el vigent campió. Va començar el programa curt amb una combinació de quàdruple toe i triple toe, després va caure en el seu intent de 4S, però va poder aconseguir el triple Axel i nivell quatre en les piruetes, rebent 98.52 punts i quedant segon, darrere de Hanyu. Després del programa curt, Fernández va tenir molèsties a causa d'una bursitis al taló dret. Fernández va entrar al programa lliure amb una diferència de 12.04 punts amb Hanyu. En aquest segment, va fer un programa net, en el qual va aconseguir tres quàdruples, un Toe Loop i dos Salchows, un en combinació amb un triple Toe Loop, dos triples Axels i quatre triples més, a més d'aconseguir piruetes de nivell quatre, amb això va aconseguir una puntuació de 216.41 punts, batent un nou rècord personal, tant en el programa lliure com en puntuació total, doncs va rebre un total de 314.93 punts. Després que Hanyu cometés errors en el seu programa lliure, Fernández va poder atrapar a Hanyu i superar-lo per més de 19 punts i convertint-se en el campió del món de 2016.

### Temporada 2016–17: Cinquè títol Europeu
Per la temporada 2016–17 del Grand Prix, li van assignar la Copa de Rostelecom i el Trofeu de França. A Rússia, durant el programa curt va quedar segon, darrera el japonès Shoma Uno, i al programa lliure va quedar primer, aconseguint la primera posició a la classificació general i una puntuació total de 292.98 punts. A França va emportar-se la medalla d'or, després de també quedar primer en el programa curt i el lliure. Amb aquestes dues victòries, Fernández es va classificar per la Final del Grand Prix.
A la Final del Grand Prix, celebrada a Marsella, Fernández va quedar tercer, amb 91.76 punts, al programa curt després d'aconseguir la combinació de salts de quàdruple Toe Loop - triple Toe Loop, però va patir dificultats amb el quàdruple Salchow i caure en el triple Axel. Al programa lliure havia de fer un quàdruple Toe Loop però el va convertir en triple, va girar poc i va perdre l'equilibri en el quàdruple Salchow i va caure en el segon triple Axel, acabant quart al segment. Finalment, va acabar en quarta posició a la general, sent així la primera vegada des dels Jocs Olímpics de 2014 que Fernández no pujava al podi.
El desembre de 2016, Fernández va guanyar el seu setè títol nacional, sent així es seu setè consecutiu. Durant el programa curt va aconseguir dos quàdruples (el Toe Loop en combinació amb el 3T i el Salchow, tot i que va posar la mà al terra) i va aconseguir el liderat. Al programa lliure va fer un programa amb dos salts quàdruples, el Toe Loop i el Salchow, aquest últim en combinació amb un 2T, i dos triples Axels, un d'ells en combinació amb el triple Toe Loop, una nova combinació per a Fernández.
Al Campionat d'Europa de 2017 celebrat a Ostrava, Fernández va fer un programa curt net amb dos salts quàdruples (un en combinació amb un triple), un triple Axel i elements de nivell quatre, permetent que es posés en primera posició amb una puntuació de 104.25 punts. Al programa lliure va fer tres quàdruples i set triples, però en el primer quàdruple Salchow va girar més del compte i en el segon va caure, tot i això, Fernández va quedar primer del segment amb 190.59 punts. Va acabar la competició amb 294.84 punts, emportant-se així la seva cinquena medalla d'or consecutiva. Amb aquesta victòria, es va convertir en el tercer patinador en aconseguir cinc títols europeus seguits, després d'Ondrej Nepela i Karl Schäfer, qui va guanyar-ne vuit.
Al Campionat del Món de 2017, a Hèlsinki, Fernández va establir un rècord personal en el programa curt, en el qual va aconseguir fer tots els salts (4T+3T, 4S, 3A), tres piruetes de nivell quatre i per la seqüència de passos va rebre la màxima puntuació possible; amb això, va rebre 110.05 punts i es va posar líder. Al programa lliure va aconseguir el 4S+3T i el 3A+2T, però va caure en el quàdruple Salchow i va fer un doble Flip que hauria d'haver sigut triple. Va quedar sisè en el segment i va acabar quart a la classificació general. Aquesta va ser la primera vegada des de 2012 que Fernández no estava en un podi mundial.

### Temporada 2017–18: Sisè títol europeu i medalla de bronze olímpica
Per la temporada 2017–18, altres patinadors van començar a afegir més salts quàdruples als seus programes, però Fernández va decidir no fer-ho i va continuar-ne fent dos al programa curt i tres al programa lliure.
Fernández va començar la temporada a l'Skate Canada Autumn Classic International. Pel programa curt va rebre 101.20 punts, després d'executar un 4T+2T, el 4S i el triple Axel, quedant 11.52 punts darrera el japonès Yuzuru Hanyu. Al programa lliure no va executar el 4S, però si que va aconseguir dos altres quàdruples i cinc triples més, aconseguint així 177.87 punts. Va acabar amb una puntuació total de 279.07 punts, sobrepassant a Hanyu i emportant-se la medalla d'or.
Per la temporada 2017–18 del Grand Prix, Fernández va competir a la Copa de la Xina de 2017, on va quedar sisè a la general. Al programa curt no va aconseguir executar una combinació de salts quàdruple-triple i va quedar tercer. Al programa lliure, va cometre alguns errors, que el van fer quedar sisè en el segment. També va competir a l'Internacional de França, a Grenoble, on va aconseguir un programa curt net, rebent 107.86 punts. Al programa curt, va caure dues vegades i no va acabar bé tres altres salts i en aquest segment va quedar segon, darrere del japonès Shoma Umo; tot i així, va poder pujar a l'esglaó més alt del podi. Aquesta victòria va ser el seu setè títol en un Grand Prix de Fernández.
El desembre de 2017, Fernández va proclamar-se campió espanyol per setena vegada consecutiva i vuitena vegada en general. Al programa curt va aconseguir tots els salts que tenia planejats i va aconseguir 107.73 punts. Al programa lliure va executar dos quàdruples però va caure en el tercer, rebent 180.57 punts en el segment. En total, va acabar la competició amb 288.30 punts. Aquesta competició no va suposar la seva classificació pels Jocs Olímpics d'Hivern de 2018, doncs anteriorment ja s'havia anunciat que Fernández ocuparia un de les dues places que Espanya tenia als Olímpics. Fernández va anunciar que els Jocs Olímpics a Pyeongchang serien el seus últims.

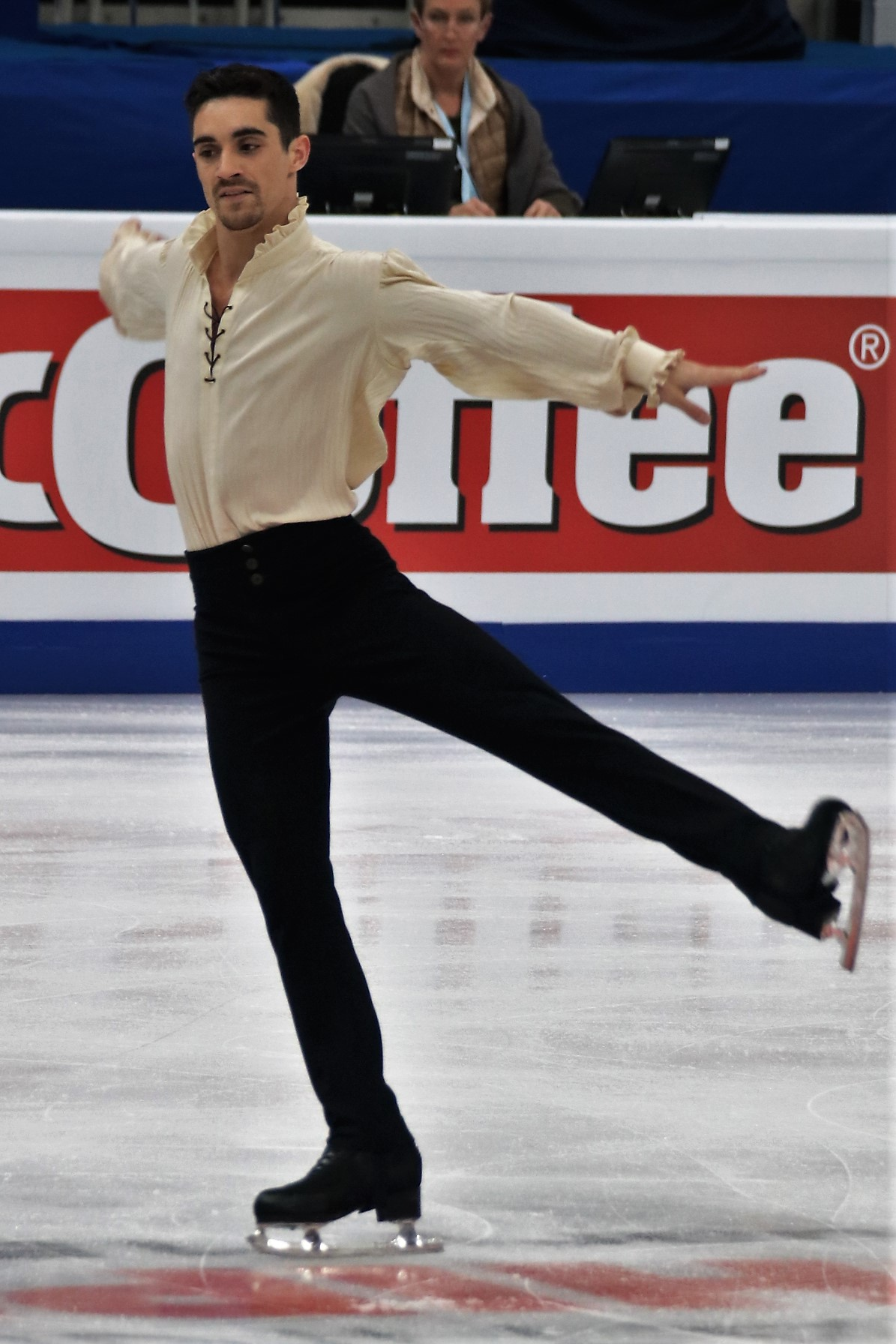
Fernández al Campionat d'Europa de 2018.

Al Campionat d'Europa de 2018, a Moscou, després del programa curt, Fernández va aconseguir un bon avantatge davant el segon classificat. Al programa curt va poder executar la combinació de quàdruple-tripe Toe Loop, un triple Axel i piruetes de nivell 4, però no va poder fer un quàdruple Salchow net. Fernández va rebre 103.82 punts, 12.49 punts més que Dmitri Aliev, se segon. Al programa lliure, Fernández va executar dos quàdruples (un Toe Loop i un Salchow en combinació), dos triples Axels i tres altres salts triples, però no va convertir el tercer quàdruple en triple i li van reduir la puntuació del triple Flip. Va rebre 191.73 punts i va guanyar el segment. A la classificació final, va aconseguir un total de 295.55 punts, emportant-se el seu sisè títol europeu consecutiu. Amb aquesta victòria, Fernández es va convertir en el primer patinador en més de vuitanta anys en guanyar el Campionat d'Europa sis vegades seguides (2013–18).

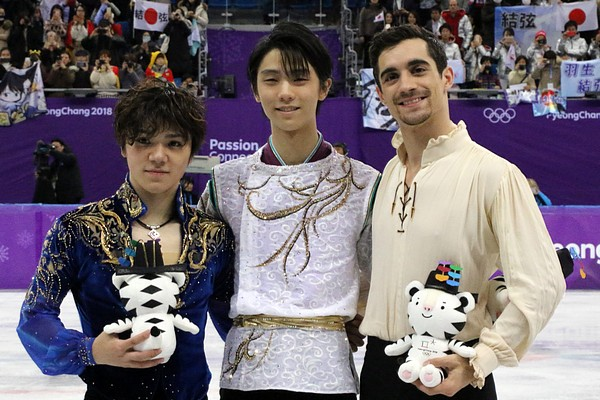
Fernández (dreta) amb Yuzuru Hanyu (centre) i Shoma Uno (esquerra).

Als Jocs Olímpics d'Hivern de 2018, celebrats a Pyeongchang, Fernández, en el seu programa curt inspirat en Modern Times, va aconseguir el 4T+3T, el quàdruple Salchow i va rebre nivell quatre de tots els elements. Per part dels jutges, va rebre nou puntuacions de 10.00 i va quedar en segon lloc en el segment, darrere el vigent campió Yuzuru Hanyu, amb 107.58 punts. Al programa lliure, Fernández va obrir el programa amb el quàdruple Toe Loop, seguit del 4S+2T i durant el programa va aconseguir cinc salts triples. El seu error més gran va ser convertir un quàdruple Salchow en doble. Va rebre quatre puntuacions perfectes (10.00) i pel segment va quedat quart amb 197.66 punts. Fernández va acabar amb una puntuació total de 305.24 punts, aconseguint així la medalla de bronze olímpica. Fernández es va convertir en el primer patinador espanyol en aconseguir una medalla olímpica per Espanya.
Després dels Jocs Olímpics, Fernández va dir que no competiria a cap més campionat del món ni tampoc a cap altres Jocs Olímpics.

### Temporada 2018–19
Per la temporada 2018–19, Fernández va decidir no competir al Grand Prix. Va optar per competir a l'Open del Japó, competint per l'Equip Europeu. Va quedar tercer en la categoria masculina i el seu equip va quedar segon.
El 28 de novembre, Fernández va dir que es retiraria de la competició i que el Campionat d'Europa de 2019 seria la seva última competició. També es va confirmar que Fernández no competiria al Campionat d'Espanya.
Fernández va escollir Malagueña per programa curt i Man of la Mancha pel programa lliure. Al Campionat d'Europa de 2019, Fernández va quedar tercer al programa curt, amb 91.84 punts, després que no acabés de rotar un quàdruple Salchow i que no acabés el triple Axel correctament. Al programa lliure, Fernández va aconseguir dos quàdruples, dos triple Axels i tres altres salts triples, però no va aconseguir el seu intent de triple Flip. Va acabar primer del segment amb 179.75 punts, aconseguint així passar de la tercera posició a la primera a la classificació general. Amb això, Fernández es va emportar el seu setè títol europeu consecutiu.

## Programes

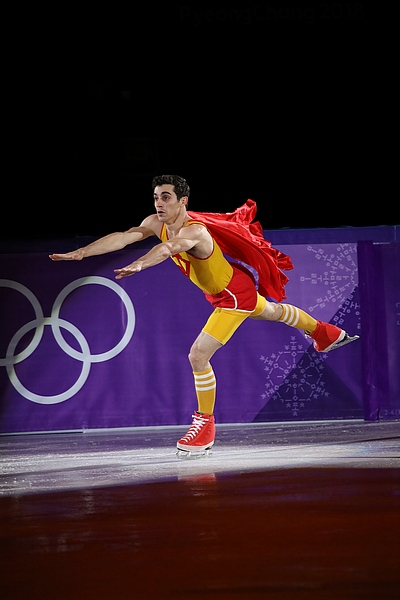
Fernández a la gala d'exhibició dels Jocs Olímpics de 2018

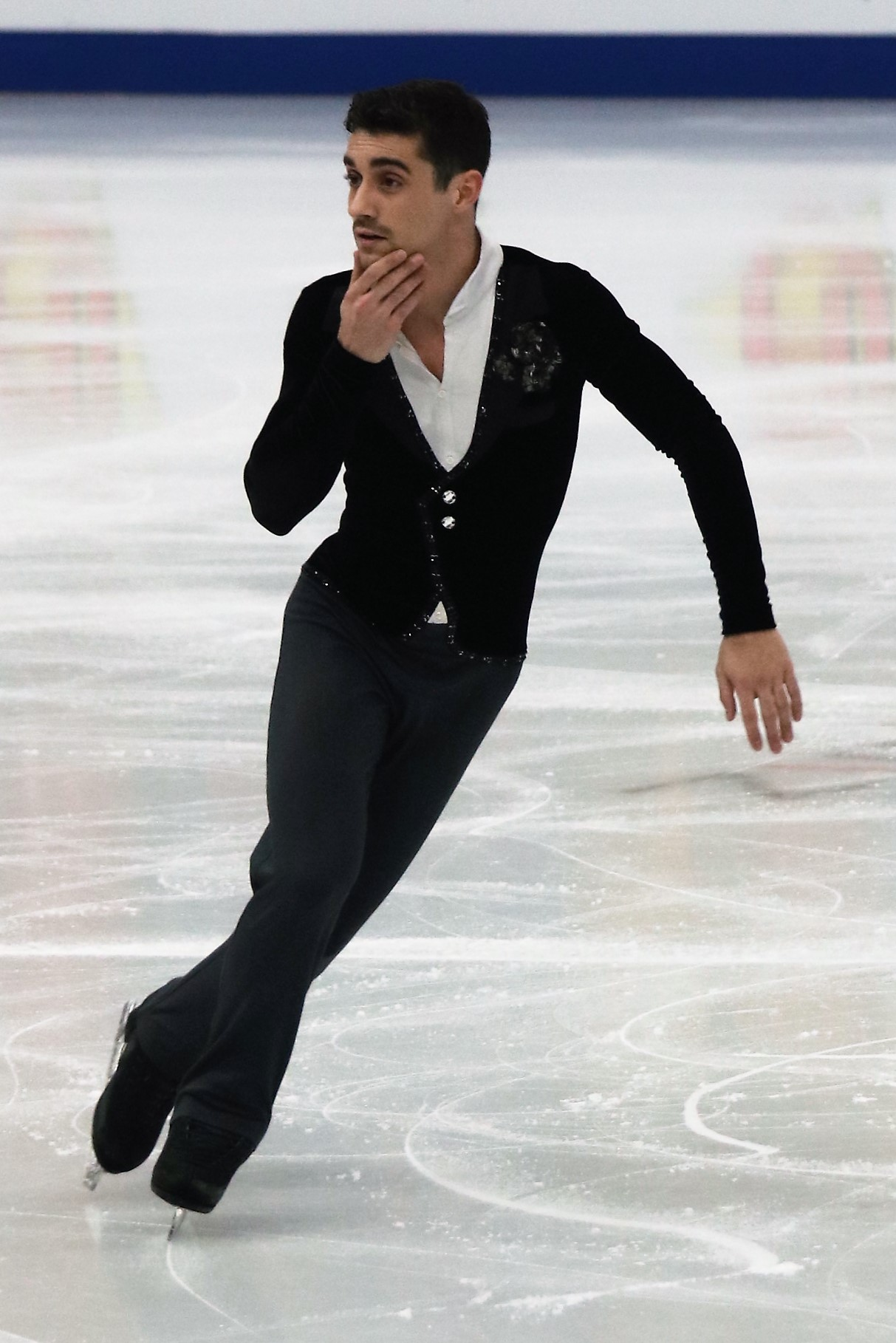
Fernández als Europeus de 2018

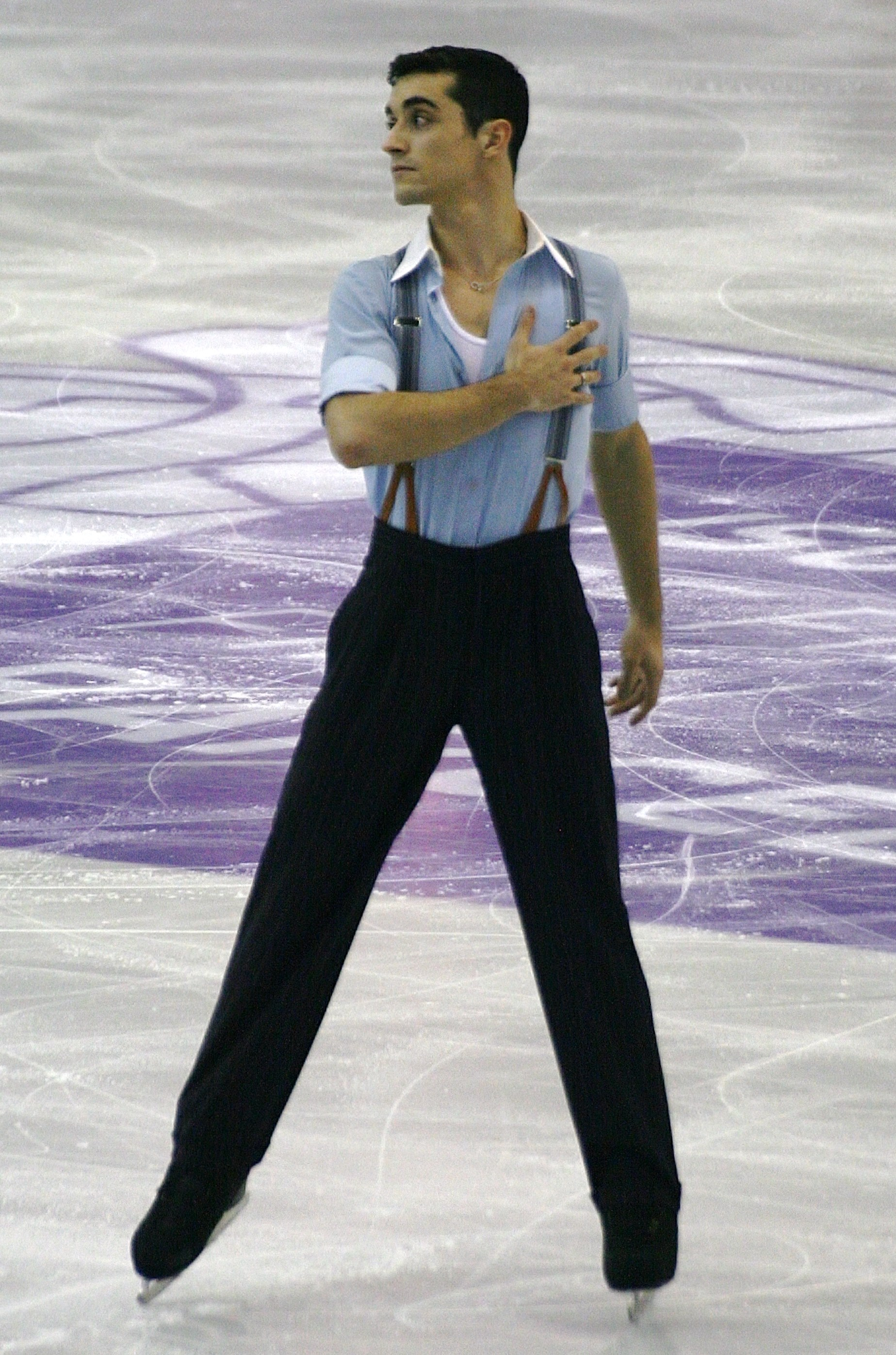
Fernández a la final del Grand Prix 2015–16

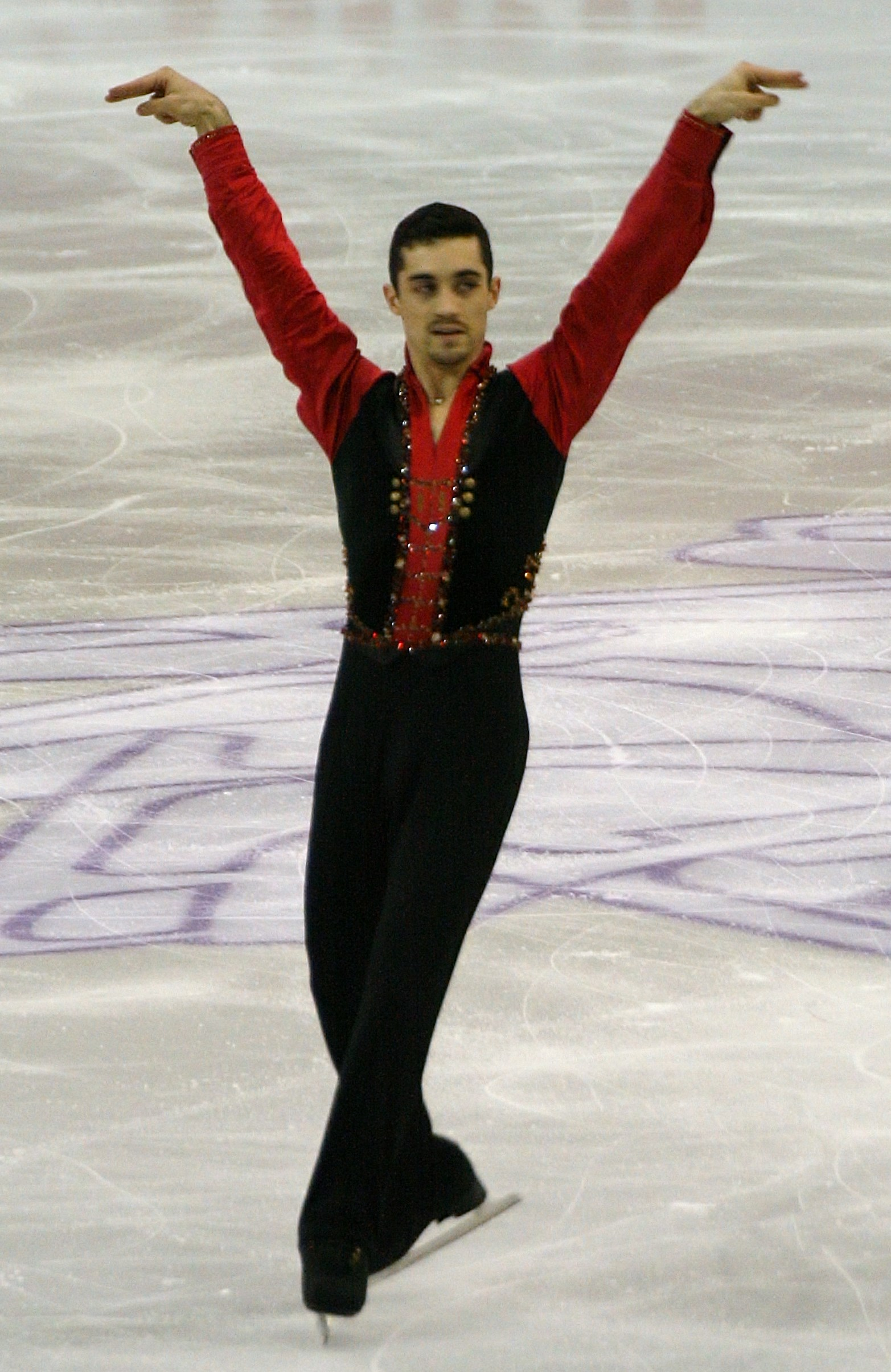
Fernández a la final del Grand Prix 2015–16

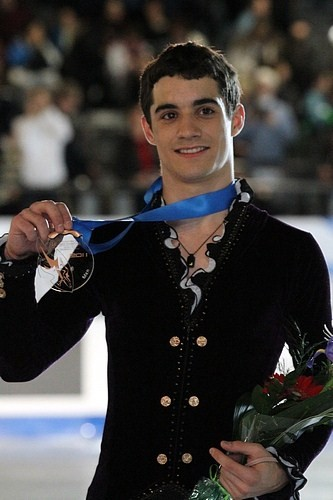
Fernández a la final del Grand Prix 2011–12

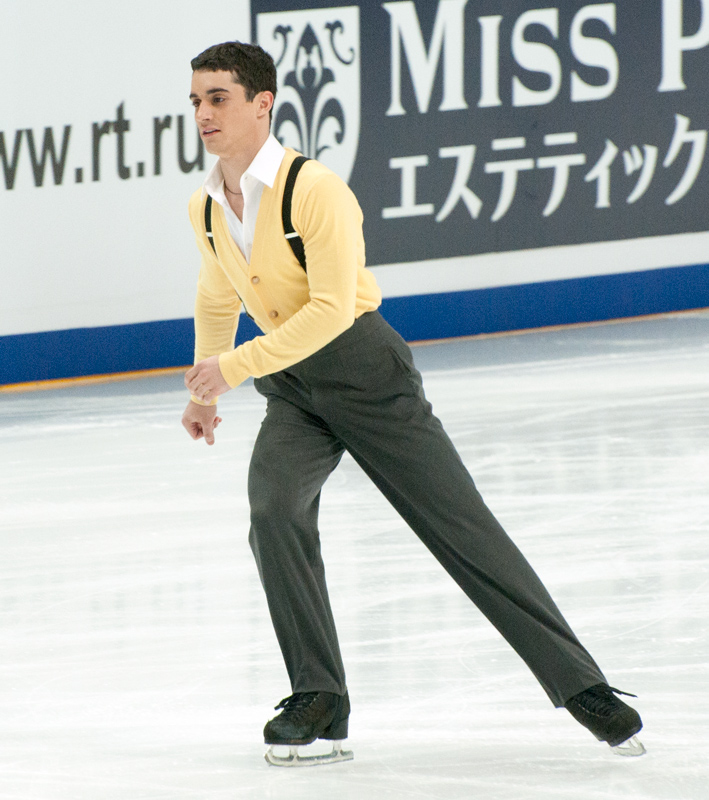
Fernández a la Rostelecom de 2011

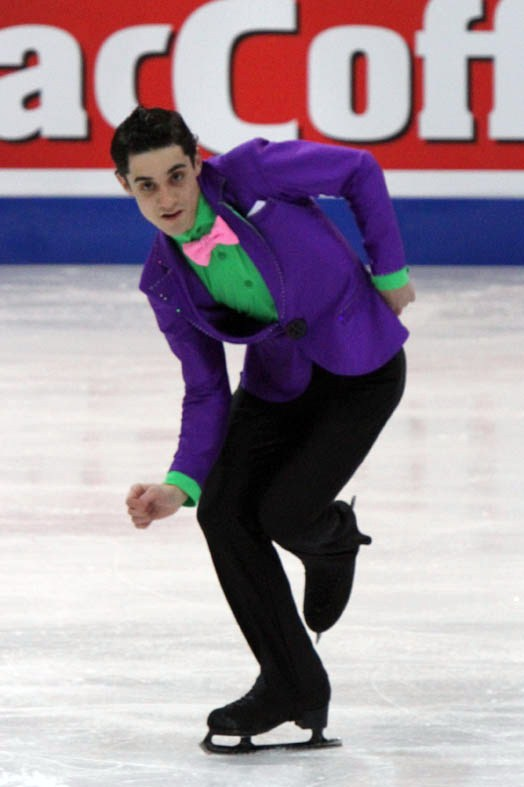
Fernández al Campionat d'Europa de 2011

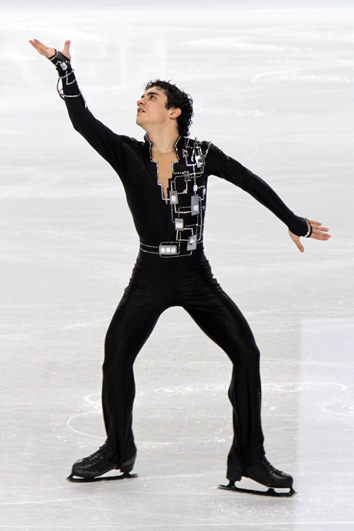
Fernández al Campionat del Món de 2010

### Post-2019
| Temporada | Programa lliure                                                       | Exhibició |
| --------- | --------------------------------------------------------------------- | --- |
| 2019–2020 | - Man of La Mancha de Joe Darion i Mitch Leigh coreo. de David Wilson | - Señorita de Shawn Mendes i Camila Cabello amb Celia Robledo - Mariposas de Taburete - Abril de Vanesa Martín - Break of Day d'Edurne - Vas a quedarte d'Aitana - Someone You Loved de Lewis Capaldi - Giant de Calvin Harris i Rag'n'Bone Man - Black Betty de Ram Jam coreo. de David Wilson i Jeffrey Buttle |

### Pre-2019
| Temporada | Programa curt | Programa lliure | Exhibició |
| --------- | --- | --- | --- |
| 2018–2019 | - Malagueña d'Ernesto Lecuona interpretat per Paco de Lucía i Plácido Domingo coreo. d'Antonio Najarro                           | - Man of La Mancha de Joe Darion i Mitch Leigh coreo. de David Wilson                                                | - Prometo de Pablo Alborán coreo. de David Wilson Sandra Bezic - Smile basada en Modern Times de Charlie Chaplin, John Turner i Geoffrey Parsons - El torero: - La Virgen de la Macarena de Bernardino Bautista Monterde - Toreador Song de Georges Bizet coreo. de Kenji Miyamoto i Takaya Usuda - Man of La Mancha de Joe Darion i Mitch Leigh coreo. de David Wilson |
| 2017–2018 | - Modern Times de Charlie Chaplin coreo. de David Wilson                                                                         | - Man of La Mancha de Joe Darion i Mitch Leigh coreo. de David Wilson                                                | - Prometo de Pablo Alborán coreo. de David Wilson Sandra Bezic - Man of La Mancha de Joe Darion i Mitch Leigh coreo. de David Wilson - I Love Paris de Sam Butera i The Witnesses - Petit Fleur d'Henri René coreo. de David Wilson i Jeffrey Buttle - Aerobic Class/"Super Javi" coreo. de Kurt Browning i Geoffrey Tyler - Black Betty de Ram Jam coreo. de David Wilson i Jeffrey Buttle - Danny Boy de Frederic Weatherly interpretat per John McDermott coreo. de David Wilson |
| 2016–2017 | - Malagueña d'Ernesto Lecuona interpretat per Paco de Lucía i Plácido Domingo coreo. d'Antonio Najarro                           | - Medley d'Elvis Presley: - Trouble - Fever - Jailhouse Rock coreo. de David Wilson                                  | - Modern Times de Charlie Chaplin coreo. de David Wilson - Pirates del Carib - Touch of Evil de Henry Mancini coreo. de Kurt Browning i Geoffrey Tyler - Danny Boy de Frederic Weatherly interpretat per John McDermott coreo. de David Wilson |
| 2015–2016 | - Malagueña d'Ernesto Lecuona interpretat per Paco de Lucía i Plácido Domingo coreo. d'Antonio Najarro                           | - Guys and Dolls de Joseph L. Mankiewicz interpretat per Frank Sinatra                                               | - Luck Be a Lady (del ball lliure de 2015–16) coreo. de David Wilson - I Love Paris de Sam Butera i The Witnesses - Danny Boy de Frederic Weatherly interpretat per John McDermott coreo. de David Wilson - Heart Keeps Dancing de James Gruntz - Aerobic Class/"Super Javi" coreo. de Kurt Browning i Geoffrey Tyler - El torero: - La Virgen de la Macarena de Bernardino Bautista Monterde - Toreador Song de Georges Bizet coreo. de Kenji Miyamoto i Takaya Usuda              |
| 2014–15   | - Black Betty de Ram Jam coreo. de David Wilson i Jeffrey Buttle                                                                 | - Il barbiere di Siviglia - Overtura - Acto Laro al Factotum - Temporale de Gioachino Rossini coreo. de David Wilson | - El torero: - La Virgen de la Macarena de Bernardino Bautista Monterde - Cançó del Toreador de Georges Bizet coreo. de Kenji Miyamoto i Takaya Usuda - Touch of Evil de Henry Mancini coreo. de Kurt Browning i Geoffrey Tyler - Aerobic Class/"Super Javi" coreo. de Kurt Browning i Geoffrey Tyler - 20 de abril de Celtas Cortos - When I Was Your Man de Bruno Mars |
| 2013–2014 | - Satan Takes a Holiday de Larry Clinton coreo. de David Wilson                                                                  | - Peter Gunn de Henry Mancini - Harlem Nocturne d'Earle Hagen coreo. de David Wilson                                 | - Aerobic Class/"Super Javi" coreo. de Kurt Browning i Geoffrey Tyler - Satan Takes a Holiday de Larry Clinton |
| 2012–2013 | - La màscara del Zorro de James Horner coreo. de David Wilson                                                                    | - Charlie Chaplin (medley) coreo. de David Wilson                                                                    | - Aerobic Class/"Super Javi" coreo. de Kurt Browning, Geoffrey Tyler - The Lazy Song de Bruno Mars coreo. de Jeffrey Buttle |
| 2011–2012 | - I Love Paris de Sam Butera i The Witnesses - Petit Fleur de Henri René i La Orcquestra coreo. de David Wilson i Jeffrey Buttle | - La Traviata - I Vespri Siciliani - Nabucco - Rigoletto de Giuseppe Verdi coreo. de David Wilson                    | - The Lazy Song de Bruno Mars coreo. de Jeffrey Buttle - La donna è mobile (de Rigoletto) de Giuseppe Verdi coreo. de David Wilson |
| 2010–2011 | - Histoire d'un Amour - Nu, pogodi! (Dibuixos animats russos)                                                                    | - Pirates del Carib de Klaus Badelt i Hans Zimmer                                                                    | |
| 2009–2010 | (als Mundials) - The Matrix de Don Davis (als Olímpics) - James Bond (medley) (als Europeus) - The Mexican                       | - Pirates del Carib de Klaus Badelt i Hans Zimmer                                                                    | |
| 2008–2009 | - Entre dos aguas de Paco de Lucía                                                                                               | - The Matrix de Don Davis - Romeo and Juliet (banda sonora)                                                          | - I Like The Way (You Move) de BodyRockers |
| 2007–2008 | - Rèquiem per un somni de Clint Mansell                                                                                          | - The Mission d'Ennio Morricone                                                                                      | |
| 2006–2007 | - Dragon: The Bruce Lee Story de Randy Edelman                                                                                   | - The Godfather de Nino Rota interpretada per Edvin Marton                                                           | |